# Papa Don't Preach
"Papa Don't Preach" je drugi singl američke pjevačice Madonne s trećeg studijskog albuma True Blue. Pjesma je izdana u lipnju 1986., a napisali su je Stephen Bray i Madonna. Pjesma se kasnije pojavljuje i na kompilacijama: The Immaculate Collection (1990.) i Celebration (2009.). Pjesma je izazvala veću reakciju jer govori o tinejdžerskoj trudnoći i abortusu. Neki su napadali Madonnu zbog poticanja tinejdžerske trudnoće, dok su organizacije protiv abortusa vidjele Madonnino zalaganje protiv abortusa. Bez obzira na to, pjesma je bila veliki komercijalni uspjeh, te se popela na vrh ljestvica u SAD-u, UK-u, Australiji i ostalima. Ova pjesma je uzrokovala i prvi sukob između Vatikana i Madonne, jer je Madonna ovu pjesmu posvetila Papi Ivanu Pavlu II. On je na to tražio bojkot Madonninih koncerata u Italiji za vrijeme Who's That Girl Tour 1987.

## Nastanak
U jesen 1985. Madonna je počela raditi na novom albumu True Blue. Nastavila je surađivati sa Stephenom Brayom, ali je taj put dovela i Patricka Leonarda koji je radio na osam od ukupno devet pjesama. "Papa Don't Preach" je napisao Brian Elliot koji je pjesmu opisao kao "ljubavnu pjesmu, ali drugačije prikazanu". Pjesma je nastala nakon što je čuo tinejdžersko tračanje kroz prozor svog studija pored okupljališta u ženskoj školi North Hollywood High School u Los Angelesu. Pjesmu je poslao Madonni (tako je i pjesma "Like a Virgin" dospjela u Madonnine ruke), koja je napravila manje izmjene i uzela pjesmu. Ovo je bila i jedine pjesma na albumu koju Madonna nije sama napisala.

## Uspjeh pjesme
"Papa Don't Preach" je izdana u lipnju 1986. Na Billboardovoj Hot 100 ljestvici je debitirala na 42. mjestu, a nakon osam tjedana došla na 1. poziciju što je bio četrvti Madonnin singl na 1. mjestu američke ljestvice. Na vrhu je pjesma provela 2 tjedna, a 18 tjedana sveukupno na ljestvici. U listopadu 1998. pjesma je dobila zlatnu certifikaciju. U Kanadi je pjesma debitirala na 53. mjestu, na vrh ljestvice dospjela u kolovozu 1986., a na ljestvici provela ukupno 20 tjedana.
U Ujedinjenom Kraljevstvu je pjesma debitirala na 13. mjestu a nakon 2 tjedan se probila na 1. poziciju te se tamo zadržala 3 tjedna. Provela je 15 tjedana na ljestvici i dobila zlatnu certifikaciju. Pjesma je na svim ljestvicama postigla izvrsne pozicije, pa je tako na europskoj ljestvici na 1. mjestu provela 11 tjedana, a još je bila na 1. mjestu i u Belgiji, Irskoj, Italiji i Norveškoj. U ostalim zemljma je većinom dospjela u Top 5 singlova.
Madonna je pjesmu izvela na 3 svoje turneje i to 1987. na Who's That Girl Tour, 1990. na Blond Ambition Tour te 2004. na Re-Invention Tour.

## Glazbeni video
Za ovaj spot je Madonna promijenila cijeli svoj izgled i dospjela u ulogu djeteta s ulice odbacivši sve zlato i nakit. Ovdje je više bila nalik na dečka po oblačenju. Jeans traperice i crna kožna jakna, a na majci natpis "Italians do it Better" ("Talijani to rade bolje"). Video je sniman u New Yorku i trajektu za Staten Island. Madonna glumi tinejdžericu koja šeće i razmišlja o svom ocu i o tome koliko ga voli. Zatim nailazi na svog dečka koji joj se pridružuje. Slijedi scena u kojoj Madonna napušta svoje prijatelje koji je upozoravaju na tog dečka. Ona i dečko provode romantičnu večer, a nakon toga saznaje da je trudna. Skuplja hrabrosti to reći ocu i slijedi nekoliko dana u kojima otac ne priča s njom. Na kraju spota, otac prihvaća trudnoću i ponovno uspostavlja normalan odnos između njih dvoje.
1987. je video osvojio MTV-jevu nagradu za najbolji ženski video.

## Reakcije na pjesmu
Kako je rasla popularnost pjesme tako su se podijelila mišljenja. Na jednoj strani su bili protivnici abortusa, a na drugoj protivnici tinejdžerske trudnoće. Madonnina izjeva je glasila:
"Papa Don't Preach" ima poruku da svatko može krenuti krivim putem. Svi su me odmah napali da promičem tinjedžersku trudnoću i da nagovaram mlade cure na to. Kad sam ja prvi puta poslušala pjesmu, činila mi se glupavom. Ali sam malo razmislila i shvatila da je riječ o curami koja mora napraviti važnu odluku u svom životu. Ne želi poremetiti dobre odnose s ocem. Za mene je to slavlje života. Dakako, tko zna kako će to završiti? Ali je barem u početku pozitivno."
Neki su kritizirali pjesmu, uključujući i Ellen Goodman koja je izjavila da je ovo reklama za tinejdžersku trudnoću. Gloria Allred je zvala Madonnu i tražila od nje javnu izjavu ili da napravi još jednu pjesmu sa suprotnim pogledom na takve stvari. Alfred Moran se pribojavao da bi pjesma potkopala napore koji su u UK uloženi u promociju izbjegavanja neželjene trudnoće među mladima, te da bi ih još i poticala na to. Rekao je da je puno trudnih djevojaka koje su obučene kao Madonna te da je poslana poruka kako je trudnoća cool i da je to naispravnija odluka, te da tinejdžeri ne trebaju slušati roditelje, učitelje i bilo koga tko im govori protiv trudnoće.
Za razliku od takvih kritika, bilo je i onih koji su podržali Madonnu. To su bile skupine koje su se zalagale protiv abortusa.Tako je Susan Carpenter-McMillan izjavila da je abortus moguće izvršiti na svakom uglu i da Madonna u ovoj pjesmi govori da ima i alternativa.

## Popis formata i pjesama
| - 7" Singl 1. "Papa Don't Preach" – 4:27 2. "Ain't No Big Deal" – 4:12 - 7" Singl (Japan) 1. "Papa Don't Preach" – 4:27 2. "Think of Me" – 4:54 - 12" Maxi-Singl 1. "Papa Don't Preach" (Extended Remix) – 5:43 2. "Pretender" (LP Version) – 4:28 | - 12" limitirano izdanje (Europa) 1. A1."Papa Don't Preach" (Extended Version) – 5:45 2. B1."Ain't No Big Deal" – 4:12 3. B2."Papa Don't Preach" (LP Version) – 4:27 - Internacionalni CD video singl 1. "Papa Don't Preach" (LP Version) – 4:27 2. "Papa Don't Preach" (Extended Remix) – 5:43 3. "Pretender" (LP Version) – 4:28 4. "Papa Don't Preach" (Video) – 5:00 |

## Na ljestvicama
| Ljestvica (1986)       | Pozicija |
| ---------------------- | -------- |
| Australija             | 1        |
| Austrija               | 4        |
| Belgija                | 1        |
| Kanada                 | 1        |
| Nizozemska             | 2        |
| Francuska              | 3        |
| Njemačka               | 2        |
| Irska                  | 1        |
| Italija                | 1        |
| Novi Zeland            | 3        |
| Norveška               | 1        |
| Švedska                | 6        |
| Švicarska              | 2        |
| Ujedinjeno Kraljevstvo | 1        |
| SAD Billboard Hot 100  | 1        |